# Manuel Puig (remador)
Manuel Puig (Santiago de Cuba, 10 de agosto de 1928 – Havana, 20 de abril de 1961) foi um remador cubano que competiu nos Jogos Olímpicos de Verão de 1948. Foi executado pelo seu papel na Invasão da Baía dos Porcos.